# 親子群島
親子群島（英語：Oyako Islands）是南極洲的群島，位於毛德皇后地的奧拉夫王子海岸，處於光明角以北，根據日本探險隊的測量和拍攝的空中照片繪入地圖，現時由南極條約體系管理。